# Теракт в Аксу
Террористический акт в Аксу произошёл 19 августа 2010 года, целью атаки стали китайские полицейские.

## Ход атаки
Бомба взорвалась на перекрестке, в центре городского уезда Аксу. Согласно статье издания Associated Press, двое нападавших террористов заехали на трёхколесном мотоцикле в толпу людей и бросили взрывчатку. Один из нападавших был арестован на месте, а ехавшая с ним женщина была убита. Большинство из погибших были местными полицейскими: пять из них скончались на месте, а ещё двое скончались от полученных ранений в больнице. Нападавшие террористы были уйгурами по национальности и состояли в террористической организации.